# Асклепіон
Асклепіон  (давньогрецька мова: Ἀσκληπιεῖον Asklepieion; Ἀσκλαπιεῖον в дорійському діалекті; латинське aesculapīum)  — давньогрецький храм, присвячений богу медицини Асклепію, побудований в 357 р. до н. е. на острові Кос, Греція.

## Історія
Асклепіон острова Кос побудований у IV столітті до н.е  на пагорбах острова за 3 кілометра на північний захід від міста Кос і був не тільки храмом, в якому поклонялися богу Асклепію, а і лікарнею та школою, в якій вивчали медицину.  В цій школі навчався Гіпократ.  У 242 р. до н.е. Асклепіон був визнаний  притулком тим, хто переслідується. Це один з храмів, присвячених богу Асклепію в Греції.
Територія храму використовувалась ще в мікенську епоху. В наступні століття храм використовувався для поклоніння різним богам, у тому числі Аполону, Зевсу та іншим. З IV століття до н.е. після  заснування міста Кос в храмі поклонялися богу Асклепію та це було самим визначним, культовим та громадським місцем острова. Він розширявся в еліністичні та римські часи, став популярним  і як результат став центральним місцем для поклоніння Асклепію. Тут проводились Асклепійські фестивалі та музичні, спортивні змагання  в яких брали участь представники різних міст Греції, під час яких оголошувалось перемир'я.
У ІІ столітті до нашої ери Асклепіон був переданий під захист басилевса Пергама Евменія II і був розбудований до сучасного стану, з монументальним входом до святилища, різними рівнями (терасами), дорійськими портиками з кімнатами пацієнтів, реконструкцією вівтаря Асклепія. Храм добудовувався та вдосконалювався аж в період до IV століття, а надалі у верхній частині храму діяла християнська церква (Panayia tis Tarsou). Храм був пошкоджений землетрусом у VI ст. н.е.
Лицарі чернечого ордену госпітальєрів використовували будівельні матеріали з храму (колони, архітрави тощо) для будівництва оборонних споруд Коської фортеці а також османами для зведення мечетей в місті Кос.
Докладніше: Коська фортеця.
Храм був поєднаний з містом мощеною дорогою.

## Медицина
В Асклепіоні дотримувались традиційної Асклепієвої терапії, яка заключались в ритуалах та використання більш наукових методів діагностики та лікування хвороб. Паціентам надавалась психологічна підтримка, застосовувався гіпноз, здійснювалась терапія, пацієнти займалися фізичними вправами, відвідували лазні. Храм був доступний для всіх, хто хотів молитися, а лікарі також були священиками. Одним із методів лікування був сон пацієнтів в храмі і подальше трактування лікарями-священниками сновидінь та прописування лікування.

## Відкриття

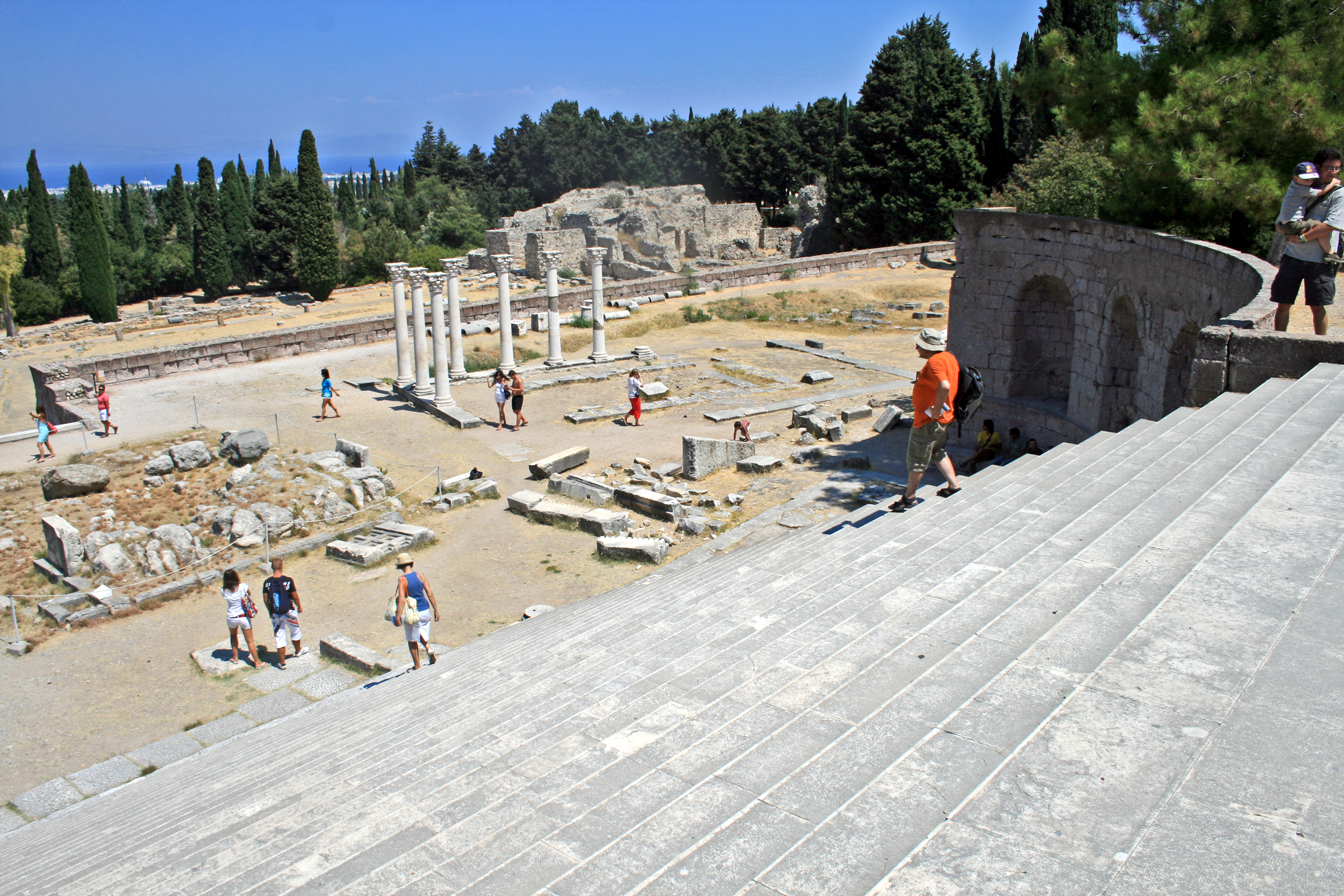
Руїни Асклепіону

Відкриття Асклепіона відбулося в 1902 -1904 роках німецьким археологом Рудольфом Герцогом та краєзнавцем, Яковосом Зарафтісом. Розкопки проводили Лучано Лауренці (1930) та Луїджі Моріконе (1928-1943), які займались також реставраційними роботами. Значна частина знахідок таких як древні медичні інструменти та посуд зберігаються у створеному на той час Археологічному музеї.

## Сучасний стан
На найнижчій терасі комплексу, сформованій у формі грецької літери велися заняття. На південній стороні підпірна стіна з нішами, в одній з яких знаходиться фонтан, а на сході розташований комплекс римських тазень (терм), що датуються ІІІ століттям нашої ери, побудованих з невеликого каменю та вапна.
На середній терасі залишки великого вівтаря Аполону, побудованого в середині IV століття до н.е. Кілька водойм на середній терасі живляться каналами із залізистих та сірчаних джерел, води яких використовувались для лікування. На захід від вівтаря розташований храм Асклепію в іонічному стилі. На схід від вівтаря знаходиться римський храм в коринфському ордері - орієнтовно ІІ століття нашої ери. У стіні в кінці тераси - сходи, ліворуч від яких розташована екзедра, з нішами для статуй.
Залишки доричного храму Асклепія завдовжки 33,28 метри і шириною 18,79 метри, де також була церква розташовані на верхній терасі. З південної сторони розташовано сходи, що ведуть до священного кипарисового гаю. На цій терасі також розташований акведук. Тераси між собою з'єднані мармуровими сходами.